# ヘルツォーゲンアウラハ
ヘルツォーゲンアウラハ（ドイツ語: Herzogenaurach, ドイツ語発音: [hɛrt‿soːgn̩ˈa‿urax]）は、ドイツ連邦共和国バイエルン州ミッテルフランケンのエアランゲン＝ヘーヒシュタット郡に属す郡所属市で、アウラハ川沿いに位置する。

## 地理

### 市の構成
ヘルツォーゲンアウラハ、ハンマーバッハ、ブルクシュタル、ツヴァイフェルスハイム、ハウンドルフ、ヘルツォ・バーゼ、ニーデルンドルフ、ボイテルスドルフ
本市は、公式には18の地区 (Ort) からなる。このうち小集落や孤立農場などを除く集落を以下に列記する。
| - ボイテルスドルフ - ブルクシュタル - ドンデルフライン - アイヒェルミューレ - ハンマーバッハ - ハウンドルフ - ハウプテンドルフ | - ヘルツォーゲンアウラハ - ヘーフェン - ニーデルンドルフ - シュタインバッハ - ヴェルケンバッハ - ツヴァイフェルスハイム |

## 経済と社会資本

### 交通
最寄りの鉄道駅はエアランゲンにあり、Omnibusverkehr Franken（フランケン乗り合いバス、OVF）のバス路線201で行くことができる。市内には、Herzo Bäder- und Verkehrs GmbHの路線も設けられている。アウトバーンA3号、A73号へは、ヘルツォーゲンアウラハから5分から10分ほどで行くことができる。ヘルツォーゲンアウラハには空港（ヘルツォーゲンアウラハ空港）もあり、利用可能である。エアランゲン＝ブルック – ヘルツォーゲンアウラハの鉄道跡は、現在でもかなりの部分が残されているが、このままでは運行することはできない。

### 地元企業

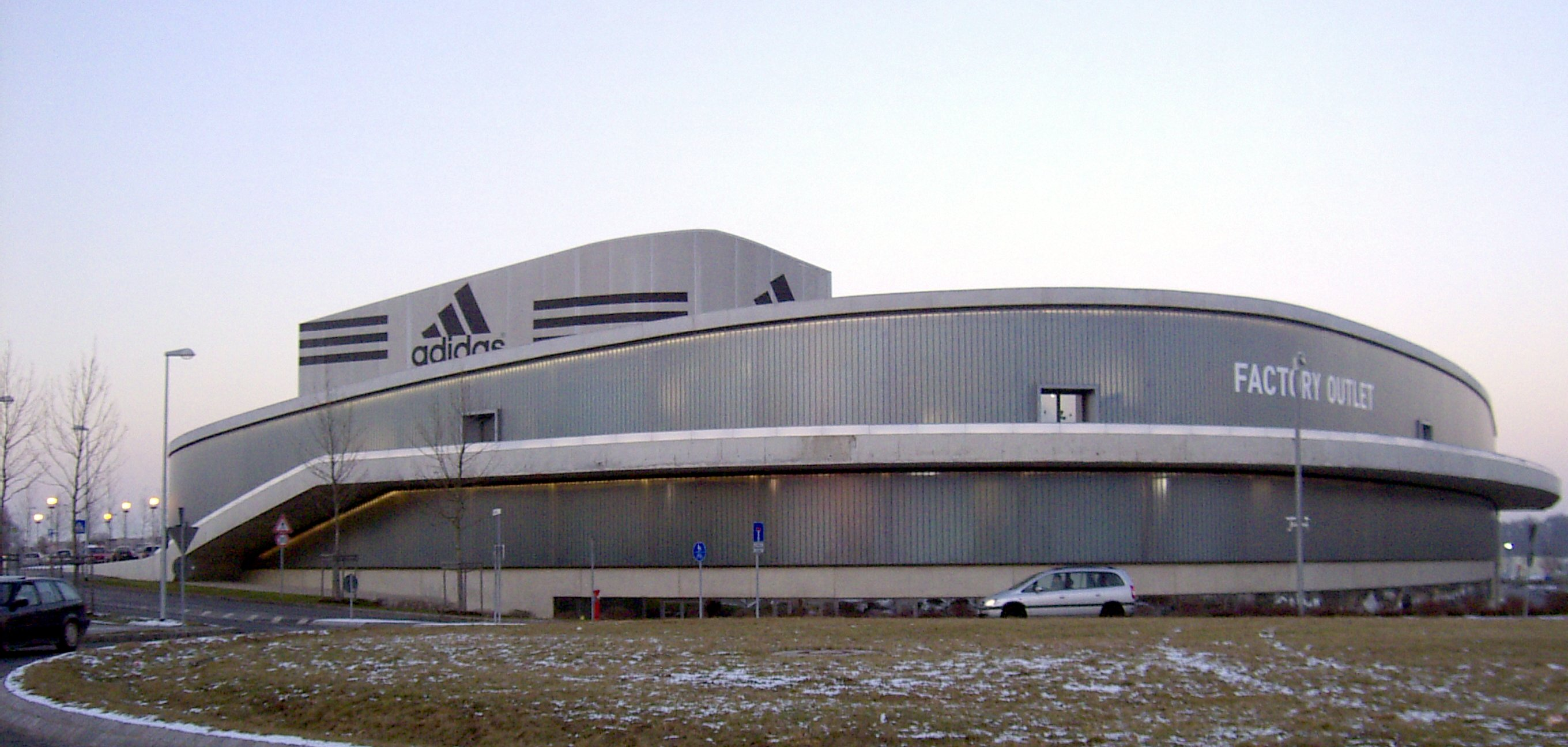
アディダスのファクトリー・アウトレット

- アディダス：スポーツ用品 （本社と、ファクトリー・アウトレット）
- プーマ：スポーツ用品 （本社と、ファクトリー・アウトレット）
- シェフラー：自動車向け等の軸受（ベアリング）メーカー

## 友好都市
- ヴォルフスベルク （オーストリア、ケルンテン州）
- ノヴァ・グラディシュカ （クロアチア、ブロド＝ポサヴィナ郡）
- サント＝リュース＝シュル＝ロワール （フランス）
- カヤ （ブルキナファソ）

## 文化と見所

### メディア
ヘルツォーゲンアウラハにはテレビ局 Herzo.TVがある。

### 博物館
- 聖職者病院の市立博物館:ヘルツォーゲンアウラハのキルヒェンプラッツ（教会広場）に面した旧聖霊病院跡に、2000年秋、新しく開館した。
- クリッペン博物館: 10月の第1日曜日から翌年のイースターまで開館。（「クリッペン」とはクリスマスに飾るキリスト生誕の場面などを模したジオラマ）

### 建築
城、市教区教会、聖マクダレーナ教会、旧ラートハウス（市庁舎）、物見櫓の塔など

### 年中行事
旧市街祭、中世祭、夏の教会祭、メルヒェン祭、マルティン教会祭、趣味の芸術市

### 2006年サッカーワールドカップ
2006年サッカーワールドカップの際、ヘルツォーゲンアウラハは、アルゼンチン代表チームの宿営地に選ばれた。

## 人物

### 出身者
- ファイト・ルートヴィヒ・フォン・シェッケンドルフ（1626年 - 1692年）17世紀の学者、政治家
- ルドルフ・ダスラー （1898年 - 1974年）企業家、プーマの創設者、アドルフの兄
- アドルフ・ダスラー （1900年 - 1978年）企業家、アディダスの創設者、ルドルフの弟
- ホルスト・ダスラー （1936年 - 1987年）企業家、アドルフの息子
- ローター・マテウス （1961年 - ）サッカー選手

## 引用
1. ↑  https://www.statistikdaten.bayern.de/genesis/online?operation=result&code=12411-003r&leerzeilen=false&language=de Genesis-Online-Datenbank des Bayerischen Landesamtes für Statistik Tabelle 12411-003r Fortschreibung des Bevölkerungsstandes: Gemeinden, Stichtag (Einwohnerzahlen auf Grundlage des Zensus 2011)
2. ↑  Max Mangold, ed (2005). Duden, Aussprachewörterbuch (6 ed.). Dudenverl. p. 400. ISBN 978-3-411-04066-7
3. ↑  Bayerische Landesbibliothek Online